# 小行星6047
小行星6047（英語：6047）是一颗围绕太阳公转的小行星。1991年10月10日，P. Rose在帕洛马山发现了此天体。
这颗小行星的绝对星等为103.7233615232235等。